# Tabou (Côte d'Ivoire)
Pour les articles homonymes, voir Tabou (homonymie).
Tabou () est une ville de la région du Bas-Sassandra, dans l'ouest de la Côte d'Ivoire, et la préfecture du département de Tabou. Elle est située à 450 kilomètres d'Abidjan, 537 kilomètres de Yamoussoukro, 100 kilomètres de San-Pedro et à 20 kilomètres du Liberia.
Le département de Tabou a une population estimée à 58 000 habitants et comprend les sous-préfectures de Djouroutou et Olodio.
Elle est la capitale du pays Krou.

## Géographie

### Situation
La ville est située au bord de l'océan Atlantique, située à 9°32 de latitude nord et 6°29 de longitude ouest, fait partie de la région du Bas-Sassandra. C'est dans cette région que se situe le cap des Palmes. La ville de Tabou est le Chef-lieu département et constitue la porte d'entrée et la vitrine du pays pour les populations venant du Libéria dont elle et distante de 22 kilomètres.

### Climat et végétation
Le climat de la Côte d'Ivoire comporte deux zones bioclimatiques distinctes. Le sud est très humide et connaît quatre saisons :
- d'avril à la mi-juillet : grande saison des pluies ;
- de la mi-juillet à septembre : petite saison sèche ;
- de septembre à novembre : petite saison des pluies ;
- de décembre à mars: grande saison sèche).

Les températures varient de 21 à 35 °C,

## Administration
- La ville se situe administrativement dans la région du Bas-Sassandra.

| Date d'élection        | Identité              | Parti                                        | Qualité                    | Statut |
| ---------------------- | --------------------- | -------------------------------------------- | -------------------------- | ------ |
| 1980                   |                       | PDCI-RDA                                     | Homme politique            | élu    |
| 1985                   | BAROU ADJEHI VALENTIN | PDCI-RDA                                     | Femme politique            | élu    |
| 1990                   | BAROU ADJEHI VALENTIN | PDCI-RDA                                     | Femme politique            | élu    |
| 1995                   |                       |                                              | Homme politique            | élu    |
| 2001                   | BALOU BALOU DENIS     |                                              | Homme politique            | élu    |
| 2013 - Jusqu'á présent | KLAIBÉ Tchibio Julien | Indépendant (premier mandat) maintenant RHDP | Homme politique, ingénieur | élu    |

## Société

### Population
La population de Tabou, qui s'élevait à 6 520 habitants au recensement de 1975 et à 9 714 habitants au recensement de 1988, est estimée en 2010 à 30 560 habitants. Selon les données du Recensement Général de la Population et de l'Habitat (RGPH) de 2014, la population de la commune de Tabou est de trente mille cent soixante quatre (30.164) habitants.
La population autochtone est essentiellement Krou avec ses divers sous-groupes : les Winnin, les Bakwé et les Piais. Elle a considérablement augmenté au cours des 20 dernières années en raison de l'afflux de réfugiés issus du Liberia et de la Sierra Leone, pays en proie à des guerres civiles.

## Éducation
C'est à Elima, au sud du pays, que fut créée la première école officielle, le 8 août 1887 avec pour instituteur Fritz-Emile Jeand'heur venu d'Algérie. Elle comptait alors 33 élèves africains qui furent les premiers lecteurs en langue française. Elle fonctionna pendant trois ans avant d'être transférée en 1890 à Assinie par Marcel Treich-Laplène, le nouveau résident de France. Le 1er mars 1904, il y avait 896 élèves en Côte d'Ivoire pour une population estimée à un peu plus de deux millions d'habitants. Tabou accueille l'une des 18 écoles de village créées en 1903. Elle comportait 25 élèves encadrés par un instituteur.

### Langues
Depuis l'indépendance, la langue officielle dans toute la Côte d'Ivoire est le français. La langue véhiculaire, parlée et comprise par la majeure partie de la population, est le dioula, mais la langue vernaculaire de la région est le krou. En plus de cela, les habitants de Tabou parlent aussi le kroumen, le néo. Etant donné que la frontière Ivoiro-Liberienne se situe dans la ville de Tabou, l'anglais est donc, une langue couramment parler. Le français effectivement parlé dans la région, comme à Abidjan, est communément appelé le français populaire ivoirien ou français de dago, qui se distingue du français standard par la prononciation et qui le rend quasiment inintelligible pour un francophone non ivoirien. Une autre forme de français parlé est le nouchi, un argot parlé surtout par les jeunes et qui est aussi la langue dans laquelle sont écrits deux magazines satiriques, Gbich! et Y a fohi. Le département de Sassandra accueillant de nombreux Ivoiriens issus de toutes les régions du pays, toutes les langues vernaculaires du pays, environ une soixantaine, y sont pratiquées.

## Sports
Les compétitions sportives se déroulent exclusivement au chef-lieu du département, les autres localités ne disposant d'aucune infrastructure dédiée : la ville dispose d'un club de football, le Djibetoa FC de Tabou, qui évolue en Championnat de Côte d'Ivoire de football de division régionale, équivalent d'une « 4e division ». Comme dans la plupart des villes du pays, il est organisé, de façon informelle, des tournois de football à 7 joueurs qui, très populaires en Côte d'Ivoire, sont dénommés Maracanas.